# Taeniosea perbellis
Taeniosea perbellis är en fjärilsart som beskrevs av Augustus Radcliffe Grote 1874. Taeniosea perbellis ingår i släktet Taeniosea och familjen nattflyn. Inga underarter finns listade i Catalogue of Life.